# Alx Danielsson
Alexander „Alx” Danielsson (ur. 1 kwietnia 1981 w Östersund) – szwedzki kierowca wyścigowy.

## Kariera
Szwed karierę rozpoczął od startów w kartingu. W wyścigach samochodów jednomiejscowych po raz pierwszy pojawił się w 1999, debiutując w szwedzkiej Formule Ford. Już w pierwszym podejściu został jej mistrzem. Rok później zadebiutował w brytyjskim odpowiedniku tej serii. Rywalizował w niej do sezonu 2003. Największym sukcesem Danielssona w tej serii było zdobycie mistrzostwa w zimowym cyklu, w roku 2002.
W 2004 Danielsson zadebiutował w Europejskiej Formule Renault V6. Wygrawszy w niej jeden wyścig, na torze w Dubaju, zmagania zakończył na 11. pozycji. W latach 2005–2006 ścigał się w World Series by Renault. W pierwszym niepełnym sezonie startów, reprezentując barwy francuskiej ekipy DAMS, został sklasyfikowany na 15. miejscu. W drugim podpisał kontrakt z konkurencyjną brytyjską stajnią Comtec Racing. Dobra współpraca w końcowej części sezonu zaowocowała tytułem mistrzowskim, z dorobkiem czterech zwycięstw. 
W sezonie 2007 Alx wystąpił w czterech z ośmiu rund Euroserii 3000, we włoskim zespole ELK Motorsport. W tym czasie trzykrotnie stanął na podium, z czego raz na najwyższym stopniu. Dorobek punktowy pozwolił mu na zajęcie 6. pozycji w końcowej klasyfikacji. W wyniku kłopotów finansowych Szwed był zmuszony zawiesić karierę w roku 2008. Sezon później zdołał wziąć udział w skandynawskiej serii Ferrari Challenge, w której sięgnął po tytuł mistrzowski.

## Wyniki w Formule Renault 3.5
| Legenda oznaczeń w tabelach wyników Wyświetl szablon na nowej stronie | Legenda oznaczeń w tabelach wyników Wyświetl szablon na nowej stronie                                                                     |
| Oznaczenie                                                            | Wyjaśnienie |
| --------------------------------------------------------------------- | --- |
| Złoty                                                                 | Zwycięzca lub mistrzostwo |
| Srebrny                                                               | 2. miejsce lub wicemistrzostwo |
| Brązowy                                                               | 3. miejsce lub II wicemistrzostwo |
| Zielony                                                               | Ukończył, punktował (w klasyfikacji generalnej, gdy zdobył co najmniej jeden punkt na przestrzeni sezonu, poza trzema powyższymi opcjami) |
| Niebieski                                                             | Ukończył, nie punktował (w klasyfikacji generalnej, gdy nie zdobył co najmniej jednego punktu na przestrzeni sezonu)                      |
| Czerwony                                                              | Nie zakwalifikował się (NZ) |
| Czerwony                                                              | Nie prekwalifikował się (NPK) |
| Różowy                                                                | Nie ukończył (NU) |
| Różowy                                                                | Niesklasyfikowany (NS) (w klasyfikacji generalnej, gdy nie został sklasyfikowany w żadnym wyścigu sezonu)                                 |
| Czarny                                                                | Zdyskwalifikowany (DK) |
| Czarny                                                                | Wykluczony (WYK/EX) |
| Biały                                                                 | Nie wystartował (NW) |
| Biały                                                                 | Kontuzjowany (K/INJ) |
| Biały                                                                 | Wyścig odwołany (OD/C) |
| Bez koloru                                                            | Został wycofany (WYC/WD) |
| Bez koloru                                                            | Nie przybył (NP/DNA) |
| Bez koloru                                                            | Nie brał udziału w treningach (NT/DNP) |
| Bez koloru                                                            | Nie został zgłoszony (–) |
| Pogrubienie                                                           | Start z pole position |
| Kursywa                                                               | Najszybsze okrążenie wyścigu |
| †                                                                     | Nie ukończył, ale jego rezultat został zaliczony ze względu na przejechanie więcej niż 90% dystansu wyścigu.                              |
| *                                                                     | Sezon w trakcie |
| 1/2/3                                                                 | Punktowana pozycja w sprincie kwalifikacyjnym                                                                                             |
| Lista systemów punktacji Formuły 1                                    | |

| Rok  | Zespół        | Wyniki w poszczególnych eliminacjach | Wyniki w poszczególnych eliminacjach | Wyniki w poszczególnych eliminacjach | Wyniki w poszczególnych eliminacjach | Wyniki w poszczególnych eliminacjach | Wyniki w poszczególnych eliminacjach | Wyniki w poszczególnych eliminacjach | Wyniki w poszczególnych eliminacjach | Wyniki w poszczególnych eliminacjach | Wyniki w poszczególnych eliminacjach | Wyniki w poszczególnych eliminacjach | Wyniki w poszczególnych eliminacjach | Wyniki w poszczególnych eliminacjach | Wyniki w poszczególnych eliminacjach | Wyniki w poszczególnych eliminacjach | Wyniki w poszczególnych eliminacjach | Wyniki w poszczególnych eliminacjach | Punkty | Pozycja |
| ---- | ------------- | ------------------------------------ | ------------------------------------ | ------------------------------------ | ------------------------------------ | ------------------------------------ | ------------------------------------ | ------------------------------------ | ------------------------------------ | ------------------------------------ | ------------------------------------ | ------------------------------------ | ------------------------------------ | ------------------------------------ | ------------------------------------ | ------------------------------------ | ------------------------------------ | ------------------------------------ | ------ | ------- |
| 2005 | DAMS          | BEL                                  | BEL                                  | MON                                  | VAL                                  | VAL                                  | FRA                                  | FRA                                  | BIL                                  | BIL                                  | DEU                                  | DEU                                  | GBR                                  | GBR                                  | PRT                                  | PRT                                  | ITA                                  | ITA                                  | 32     | 15      |
| 2005 | DAMS          | NW                                   | NW                                   | -                                    | 8                                    | NU                                   | NW                                   | 14                                   | 8                                    | 2                                    | 4                                    | NU                                   | 7                                    | 9                                    | -                                    | -                                    | -                                    | -                                    | 32     | 15      |
| 2006 | Comtec Racing | ZOL                                  | ZOL                                  | MON                                  | TUR                                  | TUR                                  | ITA                                  | ITA                                  | SFR                                  | SFR                                  | DEU                                  | DEU                                  | GBR                                  | GBR                                  | FRA                                  | FRA                                  | ESP                                  | ESP                                  | 113    | 1       |
| 2006 | Comtec Racing | 4                                    | 10                                   | NU                                   | 6                                    | NU                                   | 5                                    | 7                                    | NU                                   | NU                                   | 5                                    | 2                                    | 1                                    | 1                                    | 1                                    | NS                                   | 1                                    | 5                                    | 113    | 1       |